# Tomo Vukšić

Wappen von Tomo Vukšić als Koadjutorerzbischof

Tomo Vukšić (* 9. Januar 1954 in Studenci) ist ein kroatisch-bosnischer Geistlicher und römisch-katholischer Erzbischof von Vrhbosna.

## Leben
Tomo Vukšić studierte Philosophie und Katholische Theologie am Priesterseminar in Sarajevo. Der Erzbischof von Vrhbosna, Marko Jozinović, weihte ihn am 3. Dezember 1979 zum Diakon des Bistums Mostar-Duvno und der Bischof von Mostar-Duvno, Petar Čule, spendete ihm am 29. Juni 1980 die Priesterweihe.
Anschließend war Vukšić zwei Jahre als Pfarrvikar an der Kathedrale von Mostar tätig, bevor er für weiterführende Studien nach Rom entsandt wurde, wo er am Päpstlichen Orientalischen Institut zum Doktor der Theologie im Fach Ökumenische Theologie promoviert wurde und an der Päpstlichen Universität Urbaniana ein Lizenziat im Fach Kanonisches Recht erwarb. Nach der Rückkehr in seine Heimat wurde Tomo Vukšić Direktor des Theologischen Instituts von Mostar und Vizerektor der Theologischen Fakultät von Sarajevo, wo er zudem lehrte. 2009 wurde Vukšić zum Generalvikar des Bistums Mostar-Duvno berufen.
Papst Benedikt XVI. ernannte ihn am 1. Februar 2011 zum ersten Militärbischof des mit gleichem Datum errichteten Militärordinariats von Bosnien und Herzegowina. Die Bischofsweihe spendete ihm der Erzbischof von Vrhbosna, Vinko Kardinal Puljic, am 2. April desselben Jahres; Mitkonsekratoren waren Ratko Perić, Bischof von Mostar-Duvno, und Franjo Komarica, Bischof von Banja Luka.
Am 22. Januar 2020 ernannte ihn Papst Franziskus zum Koadjutorerzbischof von Vrhbosna. Mit dem altersbedingten Rücktritt von Vinko Kardinal Puljic folgte er diesem am 29. Januar 2022 als Erzbischof von Vrhbosna nach. Die feierliche Amtseinführung fand am 12. März desselben Jahres statt.
Seit Herbst 2022 ist er Präsident der Bischofskonferenz für Bosnien und Herzegowina.